# Дарлингтон (Мисури)
Дарлингтон (енгл. Darlington) град је у америчкој савезној држави Мисури.

## Демографија
По попису из 2010. године број становника је 121, што је 8 (7,1%) становника више него 2000. године.
| Група             | 2000.       | 2010.       |
| Белци             | 108 (95,6%) | 112 (92,6%) |
| Афроамериканци    | 0 (0,0%)    | 0 (0,0%)    |
| Азијати           | 0 (0,0%)    | 0 (0,0%)    |
| Хиспаноамериканци | 5 (4,4%)    | 0 (0,0%)    |
| Укупно            | 113         | 121         |